# Phobocampe variabilis
Phobocampe variabilis är en stekelart som beskrevs av Sedivy 2004. Phobocampe variabilis ingår i släktet Phobocampe och familjen brokparasitsteklar. Inga underarter finns listade i Catalogue of Life.